# Crystal (Dakota del Norte)
Crystal es una ciudad ubicada en el condado de Pembina en el estado estadounidense de Dakota del Norte. En el censo de 2010 tenía una población de 138 habitantes y una densidad poblacional de 81,47 personas por km².

## Geografía
Crystal se encuentra ubicada en las coordenadas 48°35′54″N 97°40′8″O / 48.59833, -97.66889. Según la Oficina del Censo de los Estados Unidos, Crystal tiene una superficie total de 1.69 km², de la cual 1.69 km² corresponden a tierra firme y (0%) 0 km² es agua.

## Demografía
Según el censo de 2010, había 138 personas residiendo en Crystal. La densidad de población era de 81,47 hab./km². De los 138 habitantes, Crystal estaba compuesto por el 93.48% blancos, el 0% eran afroamericanos, el 1.45% eran amerindios, el 0% eran asiáticos, el 0% eran isleños del Pacífico, el 4.35% eran de otras razas y el 0.72% pertenecían a dos o más razas. Del total de la población el 5.8% eran hispanos o latinos de cualquier raza.